# Synchronous Digital Hierarchy
Synchronous Digital Hierarchy (SDH), czyli Synchroniczna Hierarchia Systemów Cyfrowych. Jest to technologia sieci transportu informacji, charakteryzująca się tym, że wszystkie urządzenia działające w sieci SDH, pracujące w trybie bezawaryjnym, są zsynchronizowane zarówno do nadrzędnego zegara (PRC) jak i do siebie nawzajem (w odróżnieniu od takich technologii jak, np. ATM).
Ważną cechą jest również to, że podstawowa jednostka transportowa STM-n (ang. Synchronous Transport Module - Synchroniczny Moduł Transportowy) w czasie zwielokrotniania ma przepływność, będącą n-tą wielokrotnością STM-1 (155,52 Mbit/s). Ta właściwość nie występuje np. w technologii PDH.
Sieci SDH pozwalają na odwzorowanie wielu typów sygnałów o niższych przepływnościach, niezsynchronizowanych z SDH, do struktur synchronicznych. Z usług SDH korzystają m.in. GSM, Internet, DQDB, FDDI. Sieci SDH charakteryzują się również o wiele większą niezawodnością od innych oraz mniejszą podatnością na uszkodzenia wynikającą z budowy m.in. struktur pierścieniowych. Dzięki temu mają możliwość automatycznej rekonfiguracji w czasie krótszym niż 50 ms.
Stosuje się następujące wielokrotności:
- STM-1      (155,52 Mbit/s),
- STM-4      (622,08 Mbit/s),
- STM-16    (2488,32 Mbit/s),
- STM-64    (9953,28 Mbit/s),
- STM-256  (39813,12 Mbit/s).
- STM-512  (80 Gbit/s).
- STM-768  (121,8 Gbit/s).

maksymalnie do 160 Gb/s.